# Philippe Albert
Philippe Julien Albert (Bouillon, 1967. augusztus 10. – ) belga válogatott labdarúgó.

## Pályafutása

### Klubcsapatban
Bouillonban született. Pályafutását 1986-ban a Charleroiban kezdte. 1988-ban a KV Mechelen igazolta le, ahol három szezont töltött. 1991 és 1994 között az Anderlecht játékosa volt, melynek színeiben két alkalommal bajnokságot, egy-egy alkalommal pedig kupát és szuperkupát is nyert. 1992-ben elnyerte a belga aranycipő díját.
1994 nyarán Angliába a Kevin Keegan által irányított Newcastle United szerződtette. A legemlékezetesebb gólját 1996. október 20-án a Manchester United ellen szerezte, amikor mintegy 18 méterről átemelte Peter Schmeichel felett a labdát, ezzel beállítva csapata 5–0-ás győzelmét. A Newcastle Unitedben négy évig játszott, utolsó évében kölcsönadták a Fulhamnek.
1999-ben hazatért a Charleroi csapatához, ahol még egy évig játszott, és az idény végén visszavonult.

### A válogatottban
1987 és 1997 között 41 alkalommal szerepelt a belga válogatottban és 5 gólt szerzett. Részt vett az 1990-es és az 1994-es világbajnokságon, ahol a belgák mind a négy mérkőzésén pályára lépett. A tornán két gól szerzett, először a Hollandia elleni csoportmérkőzésen az ő góljával nyertek 1–0-ra, majd a nyolcaddöntőben a németek ellen is betalált, de 3–2 arányban alulmaradtak. 

## Sikerei
KV Mechelen
- Belga bajnok (1): 1988–89
- Kupagyőztesek Európa-kupája (1): 1988
- UEFA-szuperkupa (1): 1988

RSC Anderlecht
- Belga bajnok (2): 1992–93, 1993–94
- Belga kupa (1): 1993–94
- Belga szuperkupa (1): 1993

Egyéni
- Az év belga labdarúgója (1): 1992